# 周炳琨
周炳琨（1936年3月2日—），男，四川成都人，中国激光与光电子技术专家。曾任清华大学无线电电子学研究所所长、教授。

## 生平
1956年毕业于清华大学无线电系。1991年当选为中国科学院院士（学部委员）。